# Principio de equidistancia
El principio de equidistancia es un concepto legal en las reclamaciones de límites marítimos que establece que los límites marítimos de una nación deben ajustarse a una línea media que sea equidistante de las costas de las naciones vecinas. El concepto se desarrolló en el proceso de resolución de disputas en las que las fronteras de naciones adyacentes se ubicaban en una plataforma continental contigua:

Una línea de equidistancia es aquella en la que cada punto de la línea es equidistante de los puntos más cercanos en las líneas de base utilizadas. El principio de equidistancia es una metodología que ha sido respaldada por la Convención de las Naciones Unidas sobre el Derecho del Mar, pero es anterior a dicho tratado y ha sido utilizada por la Corte Suprema de los Estados Unidos, estados y naciones para establecer límites equitativamente.

El principio de equidistancia representa un aspecto del derecho internacional consuetudinario, pero su importancia se evalúa a la luz de otros factores como la historia:

Los "derechos históricos" o títulos de cualquier tipo adquirirán mayor importancia, en lugar de disminuirla, como resultado de la limitación de las fuentes de derecho "físicas" en lugar de las "legales". Es importante recordar que, si bien las reivindicaciones históricas no prosperaron en el caso del "Golfo de Maine", la identificación de una línea de "status quo" o "modus vivendi" en "Túnez-Libia" fue decisiva para confirmar la equidad de la primera etapa de la delimitación. Los Estados evitarán escrupulosamente, más que nunca, cualquier apariencia de aquiescencia cuando esta no sea intencional; cabe esperar una coordinación prudente entre los ministerios de petróleo y minería y los asesores jurídicos de los ministerios de asuntos exteriores. — Highet, Keith. (1989). "Whatever became of natural prolongation."

## Historia
Estados Unidos utilizó el principio de equidistancia en la Ley del Congreso de 1805, que dividía las tierras públicas mediante medidas lo más cercanas posible a la «equidistancia de los dos vértices que se encuentran en la misma línea»". Uno de los acontecimientos históricos más notables en relación con la equidistancia es el conflicto entre Alemania, los Países Bajos y Dinamarca. Los tres países reivindicaron una zona específica dentro del mar del Norte. Alemania alegó que debido a circunstancias especiales eran dueños de esas tierras, por lo que los tres países lucharon a través de las Naciones Unidas. Finalmente la Corte Internacional de Justicia intervino y celebró un juicio sobre el tema.
El derecho internacional también se refiere a la equidistancia. Por ejemplo, el artículo 6 de la Convención de Ginebra de 1958 sobre la Plataforma Continental explica:
 

"Cuando una misma plataforma continental sea adyacente a los territorios de dos o más Estados cuyas costas estén situadas frente a frente, el límite de la plataforma continental correspondiente a dichos Estados se determinará mediante un acuerdo entre ellos. A falta de acuerdo, y salvo que circunstancias especiales justifiquen otra línea fronteriza, el límite será la línea media, cuyos puntos equidisten de los puntos más próximos de las líneas de base a partir de las cuales se mida la anchura del mar territorial de cada Estado."